# Троицк (Коми)
Троицк — деревня в Корткеросском районе республики Коми в составе сельского поселения Богородск.

## География
Расположена на левом берегу реки Нившера примерно в 74 км по прямой на северо-восток от районного центра села Корткерос.

## История
Официальная дата основания 1784 год.

## Население
Постоянное население  составляло 303 человека (коми 99%) в 2002 году, 240 в 2010 .